# Stigmella macrolepidella
Stigmella macrolepidella là một loài bướm đêm thuộc họ Nepticulidae. Nó được tìm thấy ở mainland Hy Lạp (phía bắc và Peloponnesos), Rodos, Thổ Nhĩ Kỳ và possibly Haifa in Israel.
Sải cánh dài 3.8-4.7 mm. Con trưởng thành bay vào tháng 5, tháng 6, tháng 8 và reared từ tháng 9 đến tháng 10.
Ấu trùng ăn Quercus macrolepis. Chúng ăn lá nơi chúng làm tổ. 